# Redemptoris Mater
Redemptoris mater („Mutter des Erlösers'“) ist ein Ehrentitel der Jungfrau Maria. Die marianische Antiphon Alma redemptoris mater („erhabene Mutter des Erlösers“) wird im Stundengebet der Adventszeit gesungen.
Papst Johannes Paul II. schrieb 1987 die Enzyklika Redemptoris mater über die selige Jungfrau Maria im Leben der pilgernden Kirche.
Dem Patrozinium der Redemptoris mater sind auch alle Priesterseminare des Neokatechumenalen Wegs unterstellt. 